# Rina De Liguoro
Rina De Liguoro, all'anagrafe Elena Caterina Catardi (Firenze, 24 luglio 1892 – Roma, 7 aprile 1966), è stata una pianista e attrice cinematografica italiana.

## Biografia
Nata da Pasquale Catardi, un funzionario statale sardo originario di Alghero, e Lina Bugnone, cominciò molto giovane a studiare pianoforte e in breve tempo divenne un'apprezzata concertista.
Nel 1918 sposò l'attore Wladimiro De Liguoro, figlio del regista Giuseppe, dal quale ebbe una figlia, Regana, nata l'anno dopo. Qualche anno più tardi la Catardi, spinta dal marito, intraprese la carriera cinematografica, ed assunse il nome d'arte Rina De Liguoro.
Dopo qualche piccola parte di scarsa importanza, nel 1923 ebbe il suo primo ruolo da protagonista nel film drammatico Messalina. La De Liguoro fu impiegata prevalentemente in film storici o in costume, come Quo vadis? (1924), Gli ultimi giorni di Pompei (1926), Il vetturale del Moncenisio (1927), pellicole che le permisero di affermarsi come una delle maggiori dive italiane del cinema muto.
Lavorò anche all'estero, in Francia, Germania e negli Stati Uniti, dove si recò nel 1930. In America fu utilizzata soltanto come «caratterista» nelle versioni spagnole di film americani, come Politiquerías (1931), dove protagonisti furono i comici Stanlio & Ollio. Preferì quindi riprendere l'attività di pianista, ottenendo notevoli successi.
Ritornò in Italia nel 1939 assieme al marito. Riprese l'attività cinematografica prendendo parte, in ruoli minori o da comparsa, a sette film girati tra il 1942 e il 1963, l'ultimo dei quali fu Il Gattopardo di Luchino Visconti.

## Filmografia parziale

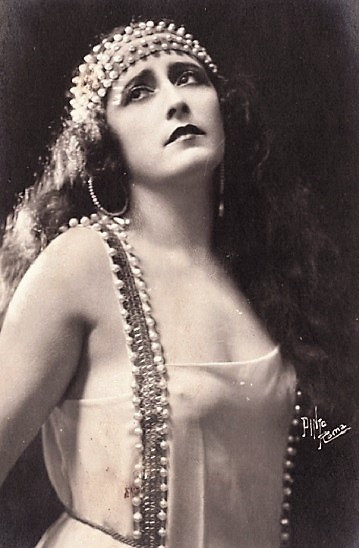
Rina De Liguoro in Quo vadis ?

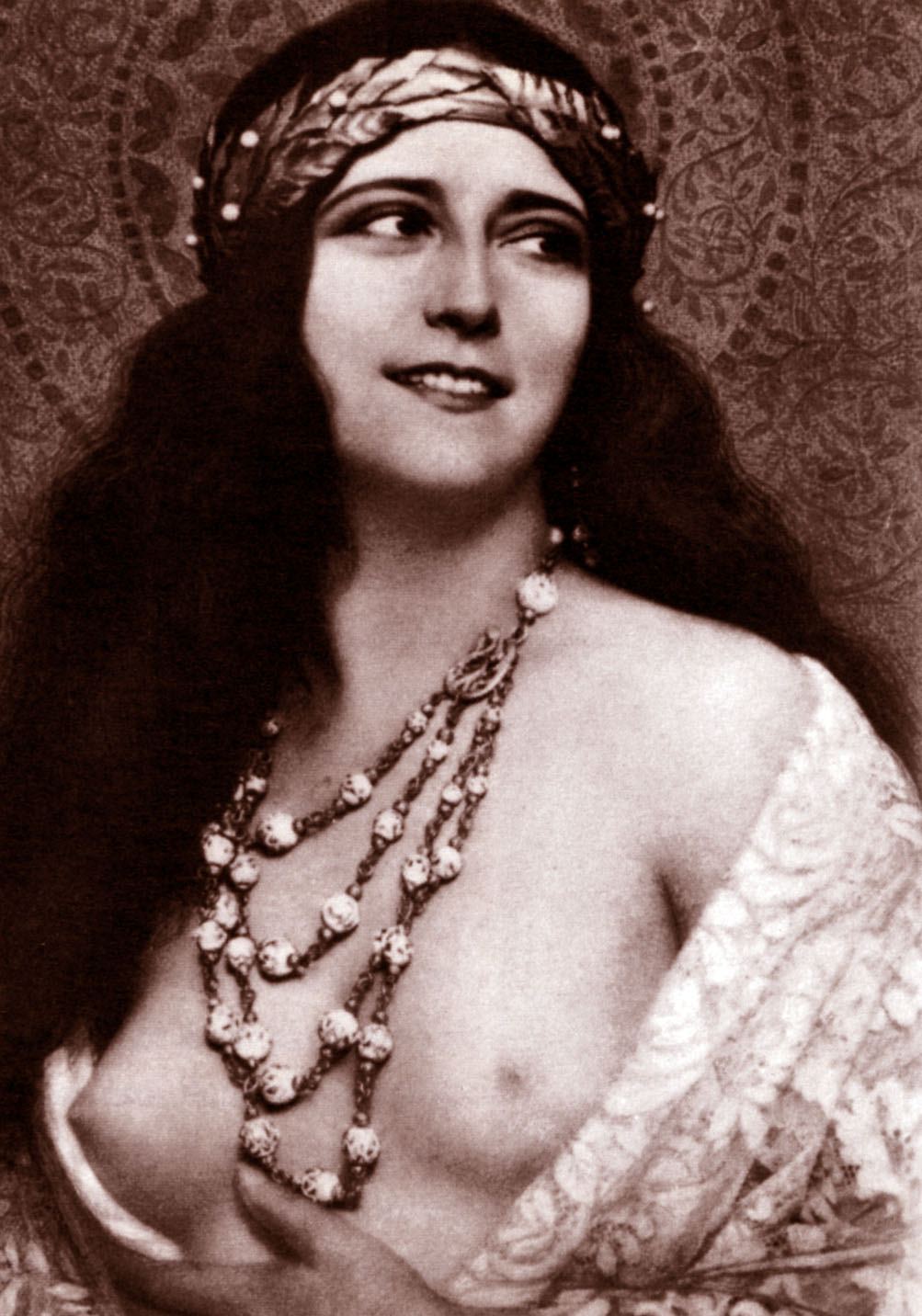
La De Liguoro in una foto di nudo d'epoca

- Saracinesca, regia di Gaston Ravel (1921)
- Rabagas, regia di Gaston Ravel (1922)
- Il trittico, regia di Mario Bonnard (1923)
- L'ombra, la morte, l'uomo, regia di Wladimiro De Liguoro (1923)
- Savitri, regia di Giorgio Mannini (1923)
- Messalina, regia di Enrico Guazzoni (1923)
- Maremma, regia di Salvatore Aversano (1924)
- Il focolare spento, regia di Augusto Genina (1925)
- La via del peccato, regia di Amleto Palermi (1925)
- Quo vadis?, regia di Gabriellino D'Annunzio e Georg Jacoby (1924)
- Bufera, regia di Wladimiro De Liguoro (1926) - produttrice
- Garibaldi, regia di Aldo Debenedetti (1926)
- Gli ultimi giorni di Pompei, regia di Carmine Gallone (1926)
- Quello che non muore, regia di Wladimiro De Liguoro (1926) - produttrice
- Il vetturale del Moncenisio, regia di Baldassarre Negroni (1927)
- Casanova, regia di Aleksandr Volkov (1927)
- La bella corsara, regia di Wladimiro De Liguoro (1928)
- Cagliostro - Liebe und Leben eines großen Abenteurers, regia di Richard Oswald (1929)
- Mese mariano, regia di Ubaldo Pittei (1929)
- Assunta Spina, regia di Roberto Roberti (1930)
- Romanzo (Romance), regia di (non accreditato) Clarence Brown (1930)
- Politiquerías (Chickens Come Home), regia di James W. Horne con Stanlio e Ollio (1931)
- La moglie indiana (Behold My Wife), regia di Mitchell Leisen (1934)
- Caterina da Siena, regia di Oreste Palella (1947)
- Ritrovarsi, regia di Oreste Palella (1947)
- Buffalo Bill a Roma, regia di Giuseppe Accattino (1949)
- Domani è un altro giorno, regia di Léonide Moguy (1951)
- Mio figlio Nerone, regia di Steno (1956)
- Il Gattopardo, regia di Luchino Visconti (1963)